# L'Héroïque Monsieur Boniface
Série
Boniface somnambule
(1951)
Pour plus de détails, voir Fiche technique et Distribution.
L'Héroïque Monsieur Boniface est un film français réalisé par Maurice Labro en 1949. Au cours du film, Fernandel interprète différentes chansons. Fernandel, toujours sous la direction de Maurice Labro, tournera une suite aux aventures de Boniface dans "Boniface somnambule", en 1951. 

## Synopsis
Boniface, timide étalagiste, trouve un soir en rentrant chez lui un cadavre dans son lit. Enlevé à sa sortie du commissariat par le véritable assassin (Charlie, un chef de bande), Boniface se retrouve libre et héros du jour au lendemain. Adulé, fêté et reconnu, Boniface commence sérieusement à gêner Charlie, qui décide d'enlever sa petite amie, Irène. Ce geste donnera à l'honnête Boniface la force d'accomplir cette fois, un audacieux coup de main qui mettra fin à la bande de gangsters.

## Fiche technique
- Autre titre : Le Sympathique Monsieur Boniface
- Réalisation : Maurice Labro, assisté de Claude Boissol, Denys de La Patellière
- Scénario et adaptation : Gérard Carlier
- Dialogue : André Tabet
- Photographie : Marc Fossard
- Opérateur : Jacques Natteau
- Montage : Robert Isnardon et Monique Isnardon
- Décors : Jacques Colombier, assisté de Robert Guisgand
- Musique : Louiguy
  - Parolier : Jean Manse
  - Chansons : Extraordinaire, Ah! dites-moi
- Son : Raymond Gauguier - Enregistrement sonore : Son et Lumière
- Script-girl : Odette Lemarchand
- Régisseur : Roger Knabe
- Régisseur ensemblier : Émile Genry
- Maquillage : Igor Keldicht
- Production : Société Française de Cinématographie - Société des films Sirius
- Pays de production :  France
- Chef de production : Roger Ribadeau-Dumas
- Directeur de production : Roger de Broin
- Tournage du 10 mars au 16 avril 1949, studios Photosonor
- Tirage : Laboratoire G.T.C
- Format : noir et blanc - 35 mm
- Durée : 92 minutes
- Genre : Comédie
- Date de sortie : 
  - France : 19 octobre 1949
- Affiche : Roger Soubie (France)

## Distribution
- Fernandel : Mr Victor Boniface, étalagiste chez "Simon et Cie"
- Andrex : Charly, chef de bande
- Michel Ardan : Un complice de Charly
- Yves Deniaud : Un complice de Charly
- Charles Bouillaud : Le gangster qui meurt dans la chambre de Victor
- Liliane Bert : Irène, la petite amie de Victor, étalagiste
- Cora Camoin : Une jolie fille
- Max Revol : Le chef de gare bègue
- Claudette Donald : Une jolie fille
- Palmyre Levasseur : La logeuse aux bigoudis
- Marcel Loche : Le logeur
- Gaston Orbal : Mr Simon, le patron du magasin "Simon et Cie"
- Maurice Salabert : Le commissaire
- Julien Maffre : Le lampiste Bourbillon
- Albert Malbert : Le patron du bistrot
- Jacques Beauvais : Le maître d'hôtel
- Raymond Meunier : Le barman
- René Fleur : Le directeur du cabaret
- Manuel Gary : Un motard
- François Deschamps
- Joëlle Robin
- Yvonne Dany